# Chan-Ok Choi
Chan-Ok Choi (Seúl, 11 de febrero de 1961) es un deportista alemán que compitió para la RFA en taekwondo. Ganó una medalla en el Campeonato Mundial de Taekwondo de 1983 y tres medallas en el Campeonato Europeo de Taekwondo entre los años 1982 y 1986.

## Palmarés internacional
| Campeonato Mundial | Campeonato Mundial     | Campeonato Mundial | Campeonato Mundial |
| Año                | Lugar                  | Medalla            | Categoría          |
| ------------------ | ---------------------- | ------------------ | ------------------ |
| 1983               | Copenhague (Dinamarca) | Medalla de bronce  | –48 kg             |
| Campeonato Europeo |                        |                    |                    |
| Año                | Lugar                  | Medalla            | Categoría          |
| 1982               | Roma (Italia)          | Medalla de plata   | –48 kg             |
| 1984               | Stuttgart (RFA)        | Medalla de plata   | –48 kg             |
| 1986               | Seefeld (Austria)      | Medalla de oro     | –50 kg             |